# Italo-britannici
Gli italo-britannici  sono gli Italiani emigrati e residenti nel Regno Unito negli ultimi secoli. A seconda della loro distribuzione geografica vengono anche suddivisi in Italiani dell'Inghilterra, Italiani del Galles, Italiani della Scozia e Italiani dell'Irlanda del Nord.

## Storia
L'inizio dell'emigrazione dalla penisola italiana si può fare risalire ai tempi dell'Impero romano, quando molti coloni romani si trapiantarono nella Britannia romana.
La loro presenza si deduce anche da personaggi come Ambrosio Aureliano (V-VI secolo), nella cui vicenda storica lo studioso John Morris ha visto la possibile origine della figura di re Artù della leggenda della Tavola Rotonda.
Nel Medioevo la figura di maggior importanza è quella del teologo e filosofo Anselmo d'Aosta, il quale, come arcivescovo di Canterbury dal 1093 alla sua morte nel 1109, ricoprì un ruolo rilevante nella lotta per le investiture che vedeva contrapposti i sovrani d'Inghilterra e il papato.
Nel Rinascimento vi fu una nutrita colonia di mercanti e banchieri (specialmente del Nord Italia, dai quali viene il nome della Wall Street di Londra: Lombard Street, con il famoso "tasso lombard") che si radicarono a Londra e dintorni.
Secondo lo storico Michael Wayatt, vi era una piccola ma influente comunità di italiani nell'Inghilterra dei Tudor, costituita da artisti, mercanti, umanisti e finanzieri che diede un'impronta fondamentale al nascente Impero britannico. La stessa scoperta del continente nordamericano per conto degli Inglesi è dovuta al navigatore Giovanni Caboto (1497).
Nel Cinquecento numerosi furono i protestanti italiani che si rifugiarono nelle isole britanniche: tra di loro si ricordano Jacopo Aconcio, Pietro Martire Vermigli (che dal 1548 al 1566 fu Regius Professor of Divinity all'Università di Oxford), Michelangelo Florio, Giacomo Castelvetro, e Alberico Gentili (anch'egli professore di legge a Oxford). John Florio, nato a Londra nel 1553, fu il più rinomato figlio di quella generazione, avendo tradotto in inglese molte opere che servirono allo stesso Shakespeare. Nel Cinquecento giunsero in Gran Bretagna anche numerosi italiani chiamati a lavorare come musicisti di corte: Davide Rizzio (che fu anche segretario privato di Maria Stuarda) e intere famiglie, come i Bassano (Antonio Bassano...), i Lupo (Joseph Lupo, Thomas Lupo...), e i Ferrabosco (Alfonso Ferrabosco l'Anziano, Alfonso Ferrabosco il Giovane).
Durante il regno di Giacomo II (1685-88), Ferdinando d'Adda fu a Londra come nunzio apostolico con il compito di indurre il re a intercedere con Luigi XIV a favore degli oppressi protestanti francesi.
Dalla fine del Seicento e per tutto il Settecento l'Inghilterra divenne una meta favorita di musicisti, artisti e intellettuali italiani; alcuni di loro vi si stabilirono, contribuendo a diffondere la conoscenza della cultura e della lingua italiana. Tra i più influenti furono i musicisti Giovanni Bononcini, Giacobbe Cervetto, Francesco Geminiani e Muzio Clementi, i cantanti Valentino Urbani, Nicolò Grimaldi e Farinelli, l'architetto Giacomo Leoni, il fisico Tiberio Cavallo, e gli artisti Maria Cosway e Giuseppe Ceracchi.
L'arrivo del letterato Gaetano Polidori a Londra nel 1790 apre un nuovo capitolo nella presenza italiana in Gran Bretagna. L'ex segretario di Vittorio Alfieri contribuì alla traduzione di opere letterarie inglesi in italiano. Suo figlio, John William Polidori, fu medico personale di Lord Byron e autore della prima storia di vampiri in lingua inglese, Il vampiro (1819). Sua figlia Frances Polidori sposò un altro letterato ed esule italiano, Gabriele Rossetti, dal quale ebbe quattro figli, i quali tutti ebbero una straordinaria carriera come poeti, letterati e artisti: Maria Francesca Rossetti, Dante Gabriel Rossetti, William Michael Rossetti e Christina Rossetti.
Negli stessi anni due famiglie ebree italiane acquisirono enorme prestigio in Gran Bretagna: i Montefiore (da Livorno) e i Disraeli (da Cento, provincia di Ferrara). Il mercante Moses Vita (Haim) Montefiore era giunto a Londra attorno al 1745. Il nipote Moses Montefiore (nato a Livorno) emerse come uno degli uomini più ricchi e influenti dell'Ottocento come imprenditore e filantropo. Anche il mercante Benjamin D'Israeli si era stabilito in Inghilterra nel 1748; suo figlio Isaac D'Israeli fu un noto letterato e padre di Benjamin Disraeli che sarà primo ministro del Regno Unito due volte: nel 1868 e nel 1874-80.
Nella prima metà dell'Ottocento l'Inghilterra fu terra di rifugio per molti patrioti italiani. Vi giunsero, fra gli altri, Ugo Foscolo (che vi trascorse gli ultimi anni della sua vita, dal 1816 al 1827), Antonio Panizzi (che nel 1831-66 lavorò alla biblioteca del British Museum fino a divenirne il direttore), e soprattutto dal 1840 al 1868 Giuseppe Mazzini (che ne fece la propria centrale operativa all'estero, adoperandosi attivamente anche a favore della crescente comunità italiana di Londra, promuovendo già nel 1841 l'apertura a Hatton Garden di una scuola in lingua italiana).
Dopo il 1830 il flusso migratorio dall'Italia, specialmente centro-settentrionale, verso le principali città inglesi aveva assunto caratteri di massa. Nella seconda metà dell'Ottocento vi erano importanti comunità italiane a: Londra (Chelsea, South Kensington, Westminster, Kensington), Manchester, Glasgow, Woking e Cardiff. Il numero degli italiani residenti in Gran Bretagna crebbe da 4 608 nel 1861 a 24 383 nel 1901. Anche tra i figli degli immigrati cominciarono a emergere le prime personalità di rilievo come Louis Charles Casartelli, professore di letteratura e lingua persiana all'Università di Manchester e quindi dal 1903 al 1925 vescovo cattolico di Salford.
L'avvento del fascismo bloccò l'emigrazione italiana. Il regime cercò di sostenere le istituzioni italiani all'estero, e di usarle con qualche successo per la propria propaganda. Già nel 1921 si era costituita a Londra una sezione del Fascio, che fu attiva fino allo scoppio della seconda guerra mondiale animata da intellettuali come Antonio Cippico, Camillo Pellizzi, Cesare Foligno, Piero Rèbora e ambasciatore Dino Grandi. Il Regno Unito rimase comunque luogo di rifugio sicuro per molti intellettuali antifascisti ed ebrei, come Piero Sraffa, Guido Pontecorvo e Arnaldo Momigliano.
Allo scoppio della seconda guerra mondiale quasi tutti gli italiani nel Regno Unito ed a Londra (oltre 20 000 nel 1940) soffrirono restrizioni e internamenti, che colpirono indiscriminatamente anche molti antifascisti ed ebrei. Il tentativo di espellere gran parte degli internati italiani in Canada produsse il 30 giugno 1940 il disastro dell'affondamento dell'Arandora Star nell'Atlantico da un sottomarino tedesco con la morte di 476 dei 732 italiani.
L'affondamento dell'Arandora Star (dove perirono addirittura molti antifascisti ed ebrei) viene considerato il più tragico evento nella storia della popolazione italiana nel Regno Unito: nessun'altra comunità italiana nel mondo ha sofferto un disastro di simili proporzioni. Nonostante la tragedia iniziale, la maggioranza degli italo-britannici contribuì lealmente e con crescente coinvolgimento agli sforzi militari del Regno Unito, assumendo soprattutto dopo l'8 settembre 1943 un ruolo sempre più di primo piano. Attorno a Radio Londra, che comincia le trasmissioni in italiano già dal 27 settembre 1938 si raduna un gruppo dinamico di giornalisti e commentatori italo-britannici: Harold Stevens, Aldo Cassuto, Paolo Treves, John Marus, Ruggero Orlando, Elio Nissim e altri. Per tutta la durata del conflitto Radio Londra diventa il punto di riferimento privilegiato dell'informazione libera in Italia, contribuendo in maniera determinante, anche con i suoi famosi messaggi cifrati, al successo della campagna d'Italia (1943-1945).
Nel primo dopoguerra si ebbe una modesta ripresa dell'emigrazione italiana (specialmente dal Mezzogiorno d'Italia) verso aree industriali come Peterborough (dove agli inizi degli anni 1950 circa 5 000 meridionali si sono trasferiti nella località di Fletton) e di Bedford (dove attualmente vi sono circa 14 000 italo-britannici). Si riconsolidarono anche i legami culturali tra l'Italia e il Regno Unito grazie anche alla presenza di Alessandro Passerin d'Entrèves come professore d'italiano a Oxford, dal 1946 al 1957, e l'apertura nel 1949 dell'Istituto Italiano di Cultura a Londra.

## Le comunità italiane nel Regno Unito
Oggi gli oriundi italiani nel Regno Unito sono calcolati in circa mezzo milione.
I dati del censimento del 2021 nel Regno Unito, rilevano 276.669 persone nate in Italia attualmente residenti in Inghilterra e Galles. Tuttavia, la stessa fonte rileva anche 368.738 possessori di passaporto italiano residenti in Inghilterra e Galles, statistica che peraltro esclude gli italiani che sono anche in possesso di un passaporto britannico. Uno studio commissionato dal Consolato Italiano a Londra contava circa 466.100 Italiani iscritti all'Anagrafe degli italiani residenti all'estero (AIRE) a dicembre 2021. Uno studio della Community interest company I3Italy stima circa 500.000 italiani residenti in Inghilterra alla fine del 2021.
Nel 2007, risultavano iscritti 190.927 italiani all'Anagrafe degli italiani residenti all'estero (AIRE), che raggiunsero le 209.720 unità nel 2012. All'epoca, i Campani erano soprattutto presenti a Bedford e Peterborough. I Siciliani, i Lombardi, i Toscani e i Laziali nel resto del Regno Unito.
Comunità italiane sono presenti in numerose località dell'Inghilterra, del Galles, della Scozia e dell'Irlanda del Nord.

### Italiani di Londra
A Londra fin dalla metà del secolo XIX si formò a Clerkenwell (vicino al Parlamento inglese) una "Little Italy", abitata anche da personaggi come Giuseppe Mazzini (che creò a Hatton Garden nel 1841 una scuola in lingua italiana per la crescente comunità).

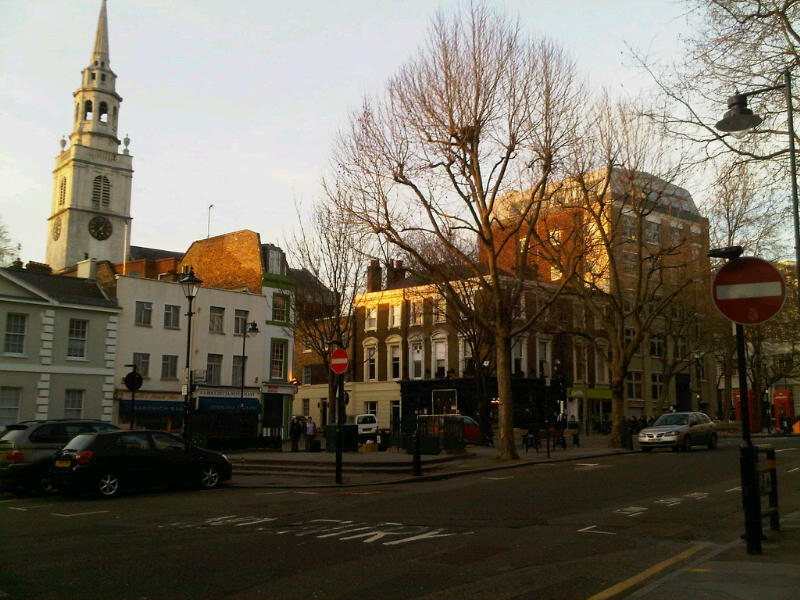
Clerkenwell Green, Londra

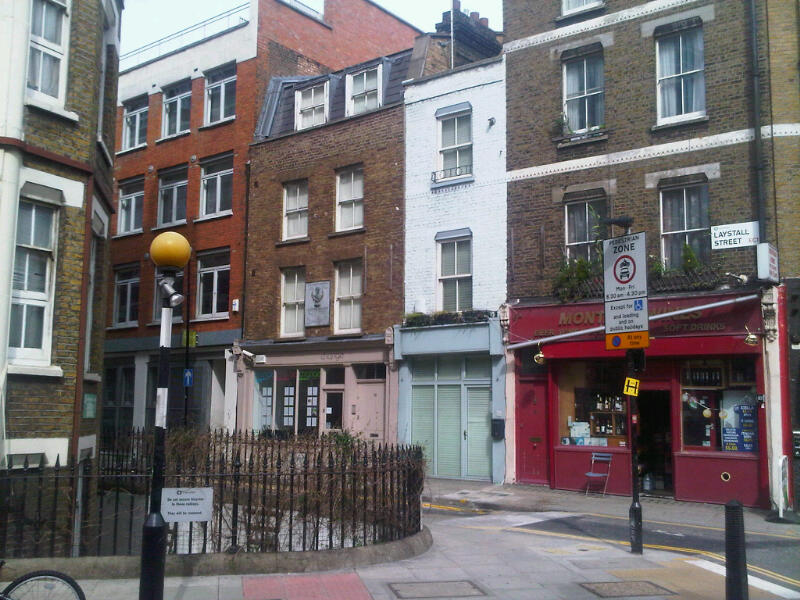
La casa di Mazzini in Laystall Street a Londra

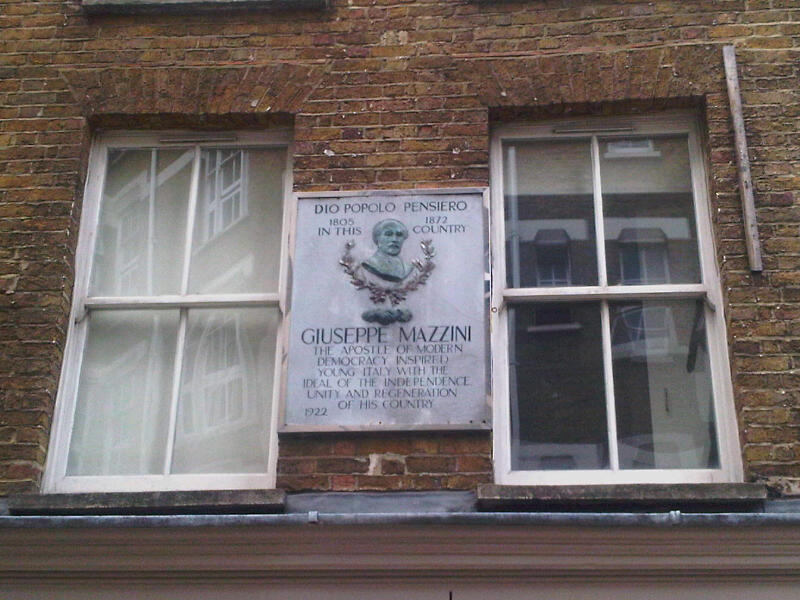
La targa in onore di Mazzini in Laystall Street

La chiesa cattolica di San Pietro a Clerkenwell fu fondata nel 1864 per servire la comunità italiana di Londra, che all'epoca contava 5 000 persone. Da allora annualmente viene fatta la "Processione della Madonna del Carmine" intorno al quartiere.
Molti italo-britannici ai primi del Novecento si trasferirono a vivere nel quartiere Soho, dove crearono numerosi ristoranti e punti di ristoro (caffè, gelaterie, pasticcerie, ecc.) e svilupparono studi di artisti ancora oggi rinomati.
Durante gli anni 1930 vi erano undici scuole italiane per gli italo-britannici a Londra e la locale sezione del Fascio (promossa nel 1921 dallo stesso Mussolini, che la definì la "sua primogenita all'estero") era collegata alla crescente organizzazione dei fascisti inglesi di Oswald Mosley (fino alla guerra d'Etiopia appoggiati da Lord Harold Rothermere, proprietario del Daily Mirror e del Daily Mail, e parzialmente anche da Churchill).
L'entrata in guerra del Regno d'Italia contro gli Alleati produsse inizialmente forti restrizioni alla vita della comunità italiana a Londra. La situazione migliorò gradualmente nel corso del conflitto, soprattutto dopo l'armistizio dell'8 settembre 1943. Per tutta la durata del conflitto la redazione BBC di Radio Londra fu il punto di riferimento essenziale degli antifascisti italo-britannici.
Nel dopoguerra si ebbe una ripresa dell'emigrazione italiana e anche Londra registrò una crescita numerica della sua comunità italiana (in attività legate alla ristorazione, commercio e turismo), che si esaurì negli anni 1970 con il rientro di molti emigranti in Italia.
Nel censimento del 2001 vennero riportati 34 257 Italiani residenti nella metropoli londinese (senza includere gli italo-britannici nati in Inghilterra). I quartieri di Enfield, Haringey e Barnet nella cintura settentrionale di Londra e quelli di Islington e Camden vicino a Clerkewell sono attualmente i più popolati dagli italo-britannici.
Negli ultimi decenni Londra è diventata una delle mete favorite della nuova emigrazione intellettuale italiana; sono ogni anno migliaia i giovani italiani che vi si radicano alcuni anni per acquisire esperienza specialmente nella "City" finanziaria o vi si trasferiscono permanentemente. Questa tendenza ha subito un forte rallentamento a causa dell'uscita del Regno Unito dall'Unione Europea.

### Italiani in altre zone dell'Inghilterra
In Inghilterra altre aree in cui vi è una consistente presenza italo-britannica sono soprattutto quelle di Manchester, Peterborough e Bedford.

### Italiani nel Galles
Nel Galles si trova una numerosa comunità italiana (circa 4 000) nell'area di Cardiff, Glamorgan e Newport, ivi stabilitasi tra la fine dell'Ottocento e gli inizi del Novecento, in massima parte proveniente dall'Italia centrale. Delle 476 vittime italiane dell'affondamento dell'Arandora Star 53 era residenti in Galles.
Tra i più famosi italo-gallesi si ricordano il pugile Joe Calzaghe (campione mondiale peso mediomassimo), l'attore Victor Spinetti, e il bassista Pino Palladino. Anche il calciatore Giorgio Chinaglia, nato a Carrara, è cresciuto a Cardiff, dove la famiglia si era trasferita per lavoro.

### Italiani di Scozia

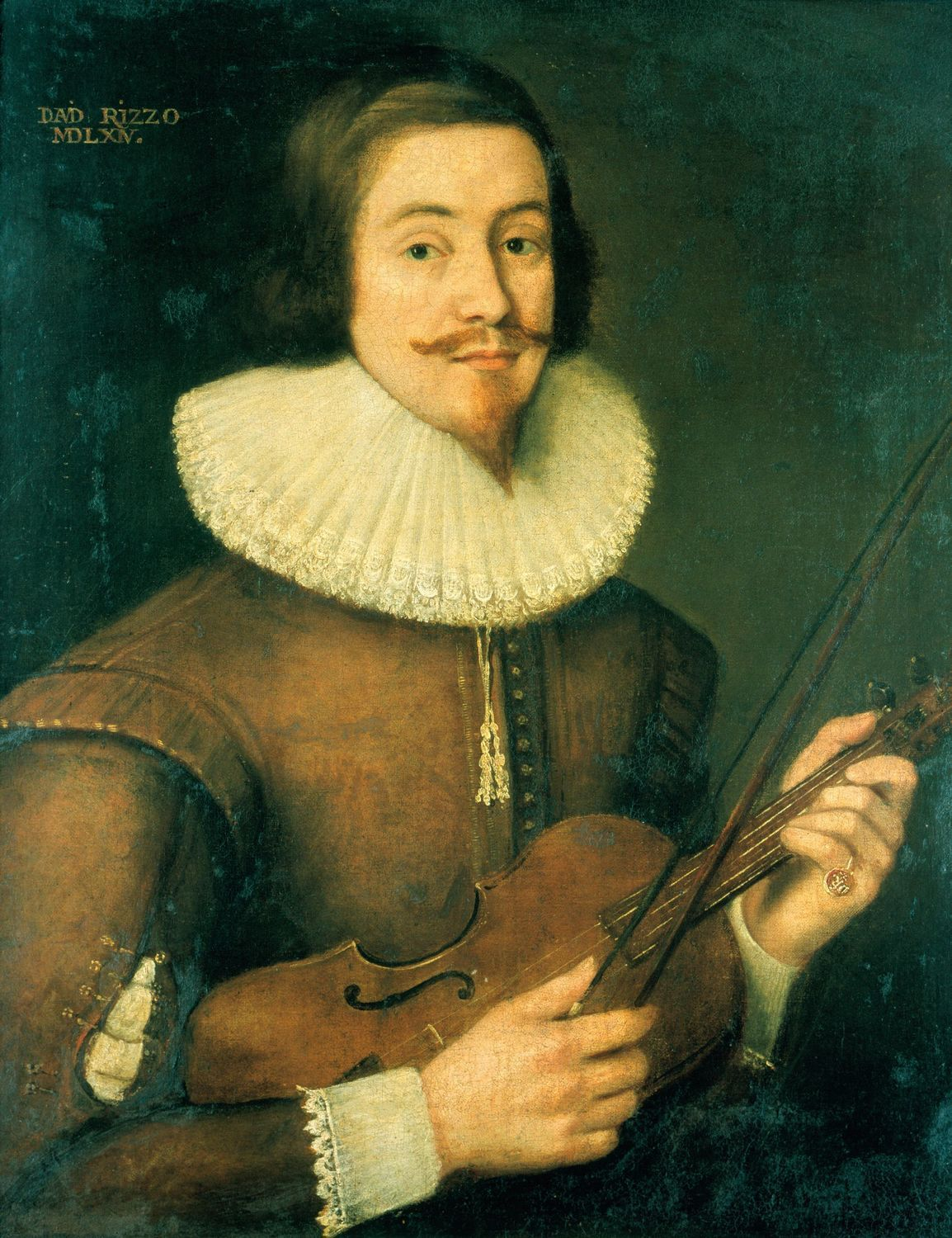
Davide Rizzio

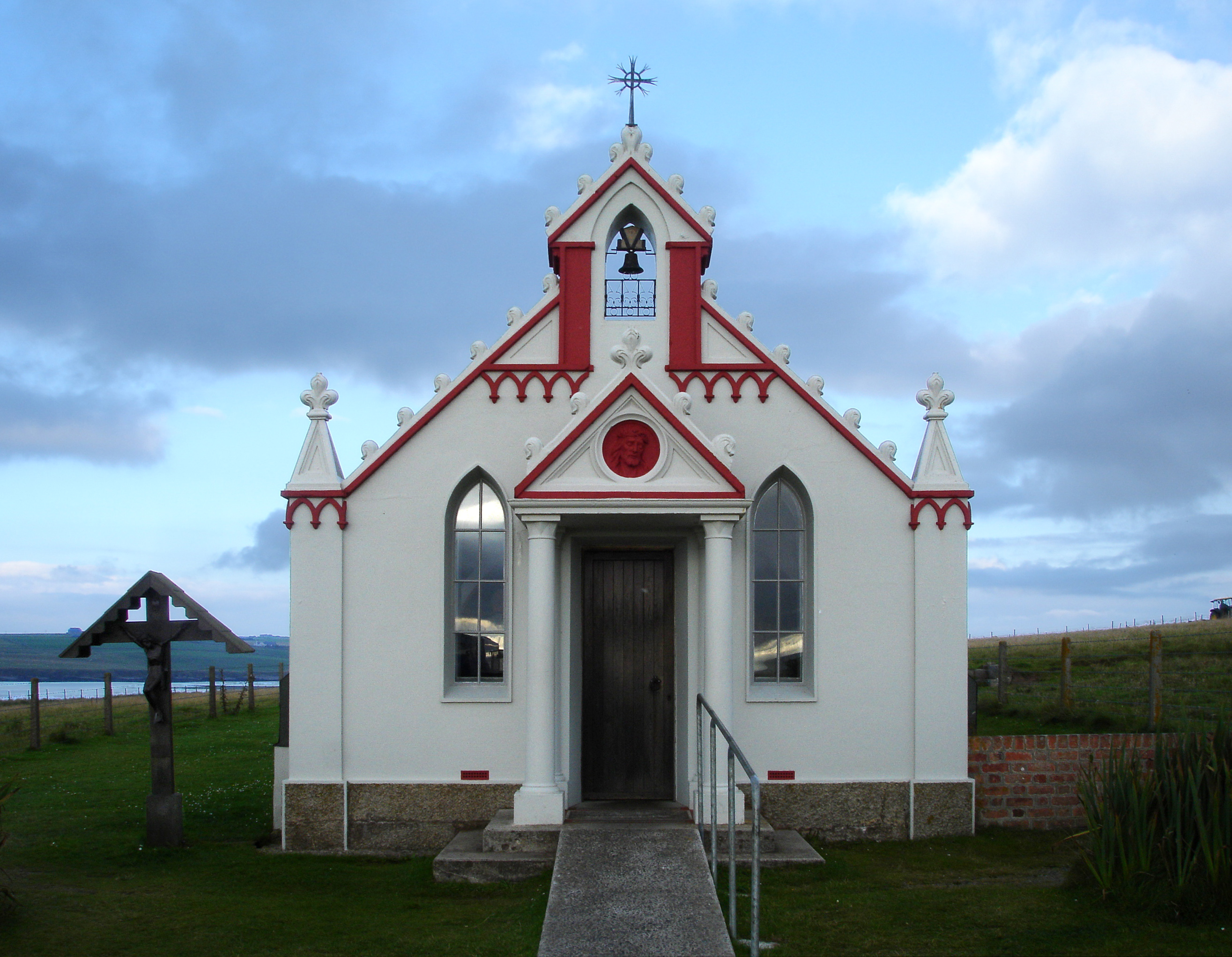
The Italian Chapel. Esterno

La presenza di artisti e intellettuali italiani in Scozia è documentata sin dal XVI secolo quando Davide Rizzio fu musicista e segretario privato della regina Maria Stuarda a Edimburgo.
Una presenza significativa di italiani in Scozia comincia a manifestarsi però solo alla fine dell'Ottocento, nell'area di Glasgow. Il più celebre italo-scozzese di questa prima generazione fu il calciatore Giovanni Moscardini (1897-1985), che nato in Scozia da emigranti italiani svolse la sua carriera negli anni 1920 in Italia e nella Nazionale italiana di calcio per poi rientrare definitivamente in Scozia.
La seconda guerra mondiale fu per un periodo difficile per gli Italiani in Scozia, come per tutti gli italo-britannici. Molti italo-scozzesi furono trasferiti in campi di internamento nell'Irlanda del Nord e nell'Isola di Man. In quegli anni, la Scozia ospitò anche gruppi di prigionieri di guerra italiani provenienti soprattutto dal fronte africano. Tra il gennaio 1942 e il settembre 1944, 550 di questi prigionieri furono impiegati nelle Orcadi alla costruzione delle Churchill Barriers, una serie di barriere contro gli U-boot tedeschi. Su iniziativa di alcuni di loro fu edificata sull'isoletta di Lamb Holm una piccola chiesa (the Italian Chapel), con materiali di riuso. La cappella decorata con pitture e opere d'arte è oggi diventata una delle principali attrazioni turistiche della zona.
Nel dopoguerra la comunità italo-scozzese poté riprendere la sua vita e consolidare la sua presenza.
Oggi gli scozzesi di ascendenza italiana sono oltre 50 000.

### Italiani nell'Irlanda del Nord
Una piccola comunità italiana di 1 600 persone si trova radicata da oltre un secolo a Belfast, nell'Irlanda del Nord. Lo stesso Guglielmo Marconi (la cui madre era irlandese) aveva legami con questi italiani dell'Ulster, originari principalmente da Casalattico e dintorni come Lord Charles Forte. Si calcolano in circa 8 000 gli italo-britannici con ascendenza da quest'area della provincia di Frosinone.

## Stampa e Istituzioni italiane nel Regno Unito
Le principali pubblicazioni italiane sono:
- L'Italiano, quindicinale (Londra), direttore Wolfang Bucci.
- Pino L'Alpino, annuale (Londra, 1973), editore e direttore Bruno Roncarati, coredattore Fabrizio Biscotti (proprietà Associazione Nazionali Alpini). ( Sito.)
- L'Italoeuropeo.com, web magazine in Londra (2006), direttore Filippo (philip) Baglini.
- La Voce degli Italiani, quindicinale (Londra, 1948), editore Bernardo Zonta, direttore Umberto Marin (proprietà Congregazione Scalabriniana)
- The London Italian, bimestrale (Londra, dal 2002), editore e direttore Aldo Vittorio Bevacqua (proprietà The London Italian Ltd.). ( Sito. URL consultato il 16 luglio 2019 (archiviato dall'url originale il 14 settembre 2017).)
- Londra Sera, settimanale (Londra, dal 1976), editore e direttore Tommaso Bruccoleri.
- L'Italiano Europeo, mensile (Londra, dal 1996), editore e direttore S. Sagida.
- Italia Nuova, bimestrale (Londra), direttore Adriano Longo.
- Il Messaggero Italiano (Manchester).
- Londra, Italia, quotidiano (Londra, da ottobre 2014), direttore Francesco Ragni ( Sito.).
- Europa Sera, bimensile (Londra, dal 2002), editore RAPA-INAS CISL, direttore Luciano Rapa.
- Complitaly, online e mensile, direttore Mirko Ricci ( Sito.).

Tra le 82 Istituzioni italiane del Regno Unito spiccano la Società Dante Alighieri e la Scuola Italiana di Londra.
Inoltre, l'Italian Nursery School di Lambeth dal 1969 e la British-Italian School of London di Barking (zona est di Londra), hanno corsi che vanno dalle elementari alle superiori con un programma di insegnamento bilingue.
Sono presenti anche le Associazioni cattoliche e missionarie, come quelle dei Padri Scalabriniani, nella tutela dei pensionati e indigenti italiani.
A Londra vi è anche una rete governativa di supporto commerciale e culturale comprendente, tra gli altri, la Camera di Commercio e Industria Italiana per il Regno Unito, fondata nel 1886 esclusivamente per promuovere il commercio tra Italia e Regno Unito, l'Istituto Italiano per il Commercio Estero, che promuove le opportunità commerciali per le aziende italiane e fornisce loro supporto governativo all'estero, e l'Italian Cultural Institute, promotore di numerosi eventi culturali.
Numerose le associazioni e 'society' di volontari italo-britannici impegnati alla promozione della cultura italiana. La British-Italian Society, l'Accademia Apulia, Il Circolo svolgono importanti azioni di fundraising. Ogni anno Il Circolo supporta la cattedra di insegnamento di italiano presso il Somerville College di Oxford, oltre al finanziamento di borse di studio per universitari e post-universitari, i cui studi sono improntati alla promozione della cultura italiana.